# Göran Marby

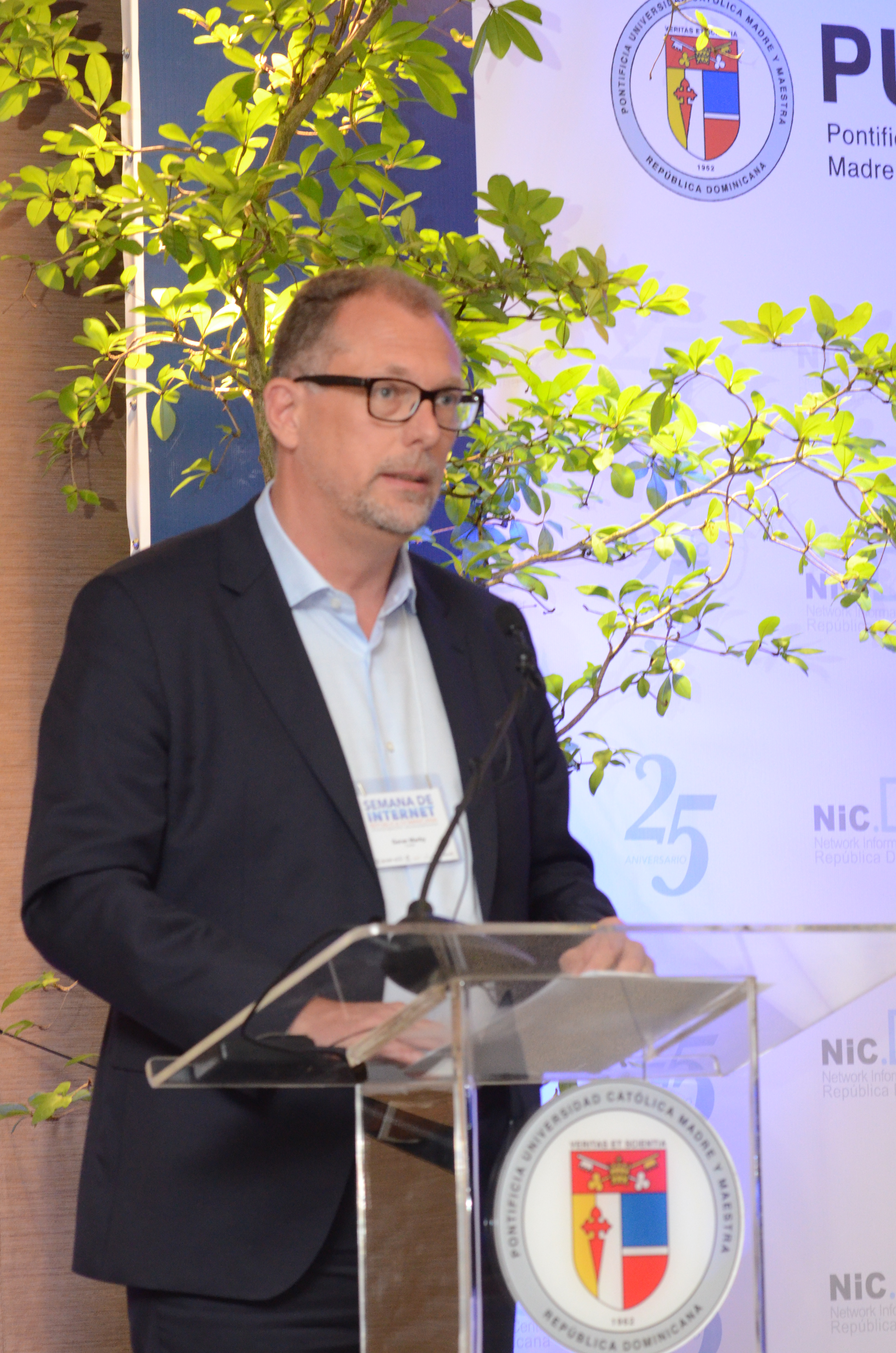
Göran Marby

Bo Göran Edward Marby, född 22 mars 1963 i Annedals församling i Göteborg, är en svensk företagsledare som mellan 2016 och 2022 var chef för organisationen ICANN.

## Biografi
Marby har studerat ekonomi vid Göteborgs universitet. Under åren 1998 och 1999 var han Sverigechef i Cisco Systems AB. Han var koncernchef för Cygate AB 1999–2002. Marby har även arbetat som VD/affärsområdeschef i Unisource Business Networks/Telia Sonera och försäljnings- och marknadschef inom Dextel Findata. 
Mellan 2002 och 2010 var Marby VD för IT-säkerhetsföretaget Appgate Network Security.
Regeringen beslutade den 3 september 2009 att utnämna Marby till generaldirektör för Post- och telestyrelsen (PTS) för perioden från den 1 januari 2010 till och med den 31 december 2015.
I juni 2015 riktade representanter för flera teleoperatörer kritik mot hur Marby ledde Post- och telestyrelsen. Han skulle dessutom ha agerat olämpligt mot såväl medarbetare och representanter för telekombranschen som journalister. Kritiken fick inget stöd av myndighetens fackföreningar och hindrade inte att regeringen den 8 oktober 2015 förlängde Marbys förordnande som generaldirektör till den 31 december 2018. Den 8 februari 2016 begärde Marby att bli entledigad som generaldirektör, då han skulle bli ny VD för den ideella internetorganisationen ICANN. I Post- och telestyrelsen efterträddes han den 27 mars 2016 av Catarina Wretman.
Under Marbys ledning utsågs Post- och telestyrelsen i november 2015 till Sveriges modernaste myndighet av Kvalitetsmässan.
Under perioden juli–december 2013 och januari–juni 2015 var Marby vice ordförande i de nationella post- och teleregulationsmyndigheternas samarbetsorgan BEREC (Body of European Regulators for Electronic Communications). Han var dess ordförande 2014.